# Reverso (attrezzo)

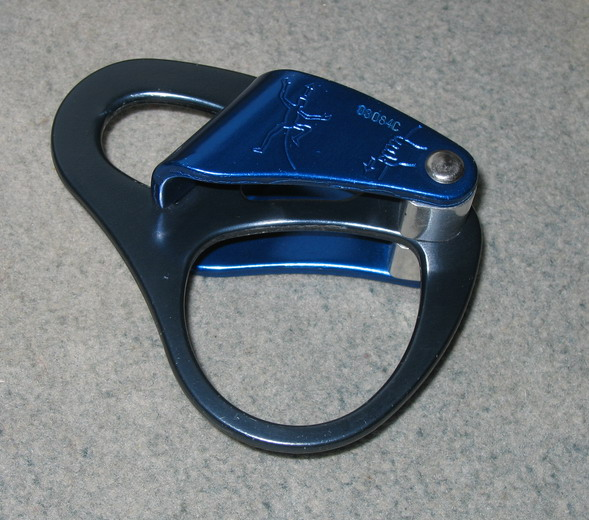
Reverso

Il Reverso è un discensore sviluppato e brevettato dalla azienda Petzl. È fuori produzione ed è stato sostituito dal nuovo modello "Reverso 4".
Viene usato ad esempio nell'arrampicata sportiva o in altre attività simili che coinvolgono l'uso di corde. Un'altra versione di questo dispositivo è il Reversino, utilizzato per corde fini.
Il Reverso può essere usato per assicurare il primo di cordata o uno o due secondi di cordata.
Il Reverso è simile nella forma e nell'uso a un Secchiello. Una corda passa all'interno del Reverso nella direzione indicata sul dispositivo, poi dentro il moschettone attaccato all'imbrago dell'assicuratore e a cui è collegato il Reverso, per poi passare di nuovo nel Reverso nell'apposita direzione. Questo causa il dovuto attrito che permette all'assicuratore di tenere con facilità la persona assicurata.
È possibile utilizzare il Reverso per recuperare i secondi di cordata. In questo caso il Reverso viene attaccato con un moschettone passante per l'anello extra del Reverso (che un semplice Secchiello non ha) alla sosta. In questa maniera il Reverso funziona in modalità autobloccante ovvero blocca lo scorrimento della corda automaticamente con l'aumentare del peso.
Rispetto a discensori più semplici ha delle scanalature laterali asimmetriche nelle gole di frenaggio che permettono di modulare e incrementare il controllo del frenaggio secondo il diametro (anche molto sottile), lo stato e l'elasticità delle corde e del tipo di manovra assicurando un eccellente controllo dello scorrimento in doppia e in moulinette.
Il Reverso fa parte della famiglia dei freni non automatici, o freni dinamici. Ha quindi il vantaggio di generare una forza d'arresto minore e, di conseguenza, generare anche minori sollecitazioni su tutta la catena di assicurazione.